# Municipio de Walnut (condado de Jefferson)
El municipio de Walnut (en inglés: Walnut Township) es un municipio ubicado en el condado de Jefferson en el estado estadounidense de Iowa. En el año 2010 tenía una población de 273 habitantes y una densidad poblacional de 2,92 personas por km².

## Geografía
El municipio de Walnut se encuentra ubicado en las coordenadas 41°6′29″N 91°46′5″O / 41.10806, -91.76806. Según la Oficina del Censo de los Estados Unidos, el municipio tiene una superficie total de 93.46 km², de la cual 92,3 km² corresponden a tierra firme y (1,23 %) 1,15 km² es agua.

## Demografía
Según el censo de 2010, había 273 personas residiendo en el municipio de Walnut. La densidad de población era de 2,92 hab./km². De los 273 habitantes, el municipio de Walnut estaba compuesto por el 98,17 % blancos, el 0,37 % eran asiáticos y el 1,47 % eran de una mezcla de razas. Del total de la población el 0 % eran hispanos o latinos de cualquier raza.